# Wasserkastanie

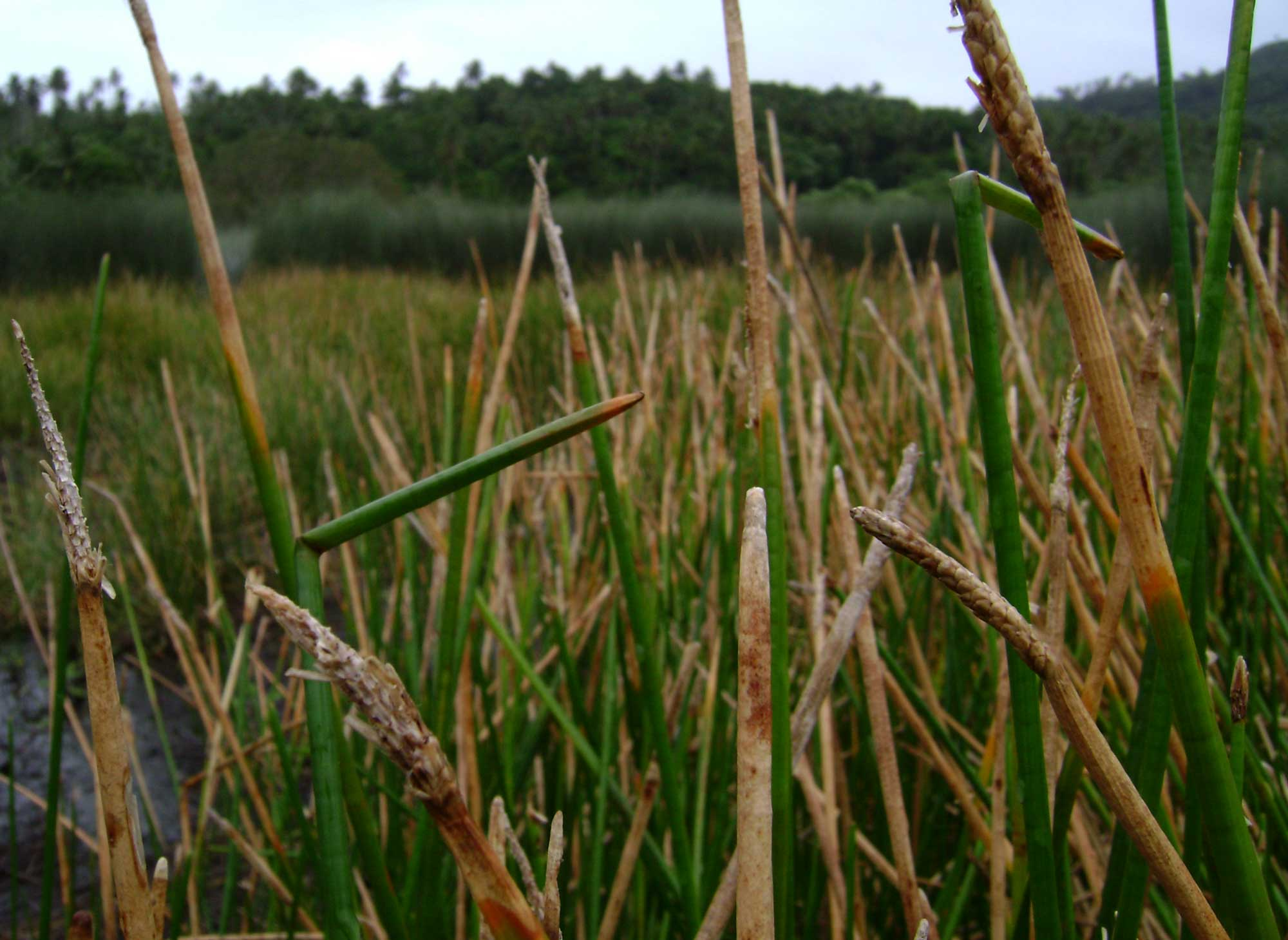
Bestand der Wasserkastanie, fruchtend

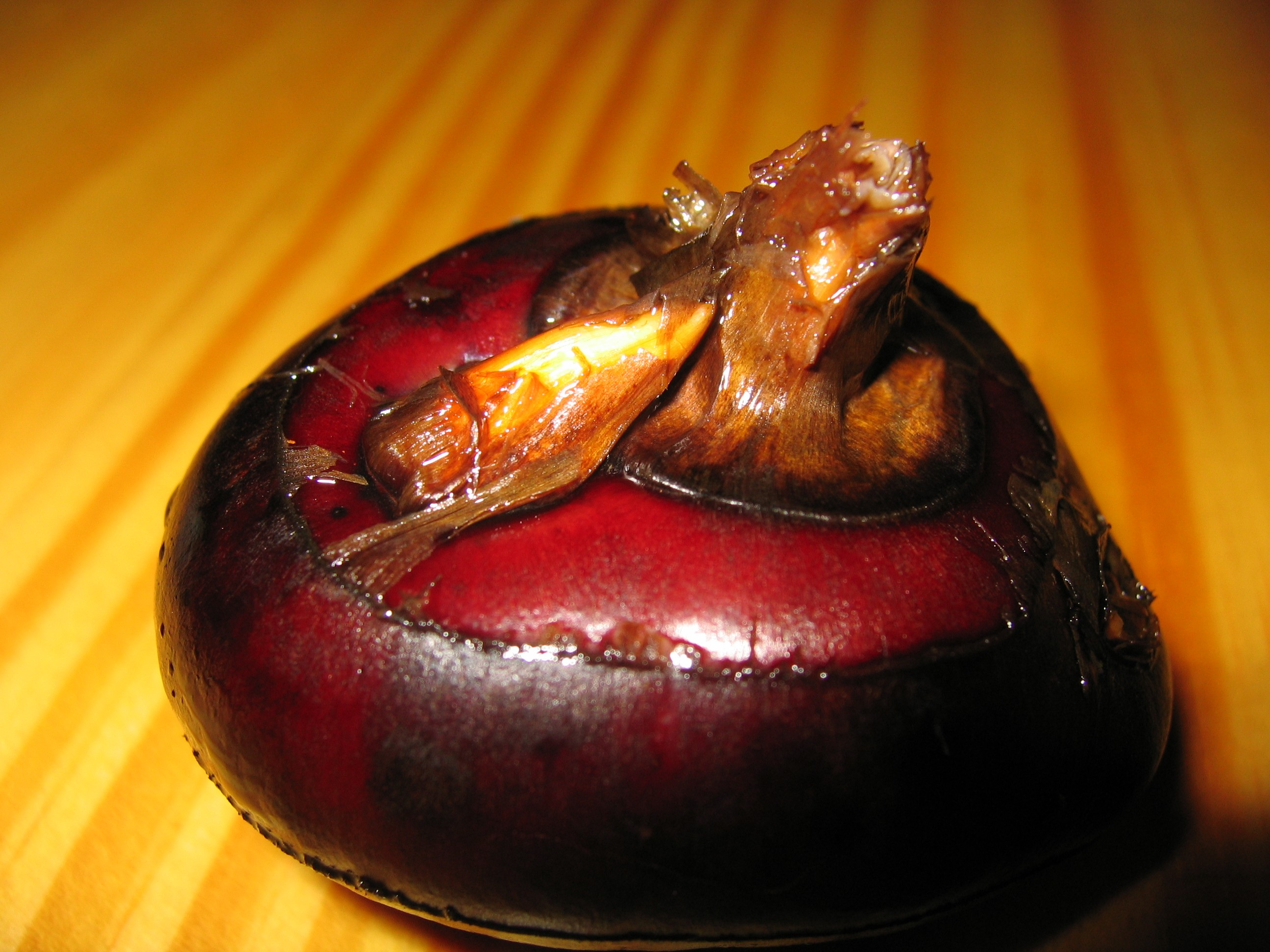
Wasserkastanie, Knolle

Die Wasserkastanie oder Chinesische Wasserkastanie (Eleocharis dulcis) gehört zur Familie der Sauergrasgewächse (Cyperaceae). Die Wasserkastanie erhielt ihren Namen aufgrund der Ähnlichkeit ihrer essbaren Knollen mit der Kastanie, mit der sie aber nicht näher verwandt ist. Essbar sind bei dieser Art die Rhizomknollen. Im Gegensatz dazu trägt die ebenfalls Wasserkastanie genannte Wassernuss (Trapa natans) essbare Früchte.

## Beschreibung
Die Wasserkastanie ist eine aquatisch lebende Pflanze. Sie bildet vier bis sechs aufrechte, hohle Sprosse aus, die bis zu 1,5 m hoch werden. Sie sind blattartig geformt, zylindrisch und 3 bis 7 mm im Durchmesser. Die Laubblätter sind zu drei oder vier basalen Scheidenblättern von brauner bis schwarzer Farbe reduziert. Die kleinen Blüten stehen terminal an den Sprossen in einer zylindrischen, 1,5 bis 4 cm langen und 6 bis 7 mm breiten Ähre mit sich überlappenden Schuppen. Die Früchte sind Nüsschen. Die Wurzeln bestehen aus drahtartigen Rhizomen, an deren Ende etwa 2,5 bis 4 cm große, unterirdische Knollen ausgebildet werden. Das Innere dieser Knollen ist weißlich, besitzt einen Wasseranteil von etwa 80 % und ist von einer ca. 0,75 mm dicken, geschuppten Schale umhüllt. An dieser Knolle befindet sich eine konisch geformte Knospe.
Die Knolle wird von einigen Wasservögeln gefressen, beispielsweise von der Spaltfußgans (Anseranas semipalmata).
Die Chromosomenzahl beträgt 2n = 76, etwa 196 und etwa 216.

## Vorkommen
Die Wasserkastanie kommt in den Tropen und Subtropen Afrikas, Asiens und Australiens vor.

## Verwendung
Die Wasserkastanie eignet sich hervorragend zum Kochen und verliert auch nach langer Kochzeit nicht ihre knackige Konsistenz. Ihr weißes Fleisch hat einen süßlichen Geschmack. Geschält wird die Wasserkastanie wie ein Apfel. Viele gekochte asiatische Speisen enthalten Wasserkastanien, aber auch roh lässt sich die Wasserkastanie genießen, dann aber nur mit entsprechender Vorsicht, denn an den Oberflächen der Wasserkastanie wird der Riesendarmegel (Fasciolopsis buski) des Menschen und des Schweins mittels seiner Zerkarien übertragen.
Die Stärke, die aus getrockneten Wasserkastanien-Knollen gewonnen wird, wird in China zur Herstellung eines süßlichen Getränks verwendet, das Stroh der Pflanze wird zu Matten, Körben und Hüten geflochten.

## Kultivierung
Kultiviert wird die Wasserpflanze vor allem in stehenden Gewässern in Thailand, (Süd-)China, Taiwan, Japan, den Philippinen und Indien. Die Kultivierung außerhalb dieser Gebiete gestaltet sich extrem schwierig, da die Wasserkastanie einen bestimmten Hell-Dunkel-Takt benötigt, der nur nahe dem Äquator erreicht wird. Andernfalls fallen die Erträge so gering aus, dass es sich für die Lebensmittelindustrie kaum lohnt sie anzubauen. Die Wasserkastanie wird jedoch auch im Nordosten und Nordwesten Australiens kultiviert, wo sie von Juni bis November als Frischeprodukt, außerhalb dieser Zeit auch als Tiefkühl- oder Dosenware angeboten wird.
Die weltweiten Produktionszahlen waren Mitte der 1990er Jahre eher rückläufig:
- So wurden in Japan 1984 noch 1600 Tonnen geerntet, während 1992 nur noch 1200 Tonnen produziert wurden.
- In Taiwan sank die Zahl von 1200 Tonnen im Jahr 1992 auf 860 im Jahr 1995.
- 1997 wurden in Australien in etwa 20 Tonnen Wasserkastanien produziert.[1]